# Босмалов (городской центр)
Городской центр Босмалов (босн. Bosmalov gradski centar) — деловой и жилой комплекс, расположенный в Сараево (Босния и Герцеговина. Высота комплекса составляет 118 м, что делает его вторым по этому показателю жилым зданием на Балканах. Кроме того в состав комплекса входит ряд ресторанов, салонов и магазинов.
Комплекс сооружён по проекту боснийской компании Bosmal, созданный в 2001 году братьями Шабанович. Общий объём инвестиций, вложенных в строительство комплекса, оценивается в €120 миллионов, что делает Городской центр Босмалов крупнейшим проектом с прямыми иностранными инвестициями в Боснии и Герцеговине. В нём приняло участие около 70 компании и более чем 3500 работников.